# David Geddes (Kameramann)
David A. Geddes, auch Dave Geddes (* 1949 in Vancouver, British Columbia) ist ein kanadischer Kameramann.

## Leben
David Geddes studierte an der Banff School of Fine Arts sowie dem Northern Alberta Institute of Technology und der Simon Fraser University.
Er begann seine Karriere als Kameramann mit 16-mm-Film für Reportagen, Dokumentarfilme und Werbespots. Ende der 80er Jahre wandte er sich dem Fernsehen zu und drehte zahlreiche Folgen der Serien 21 Jump Street – Tatort Klassenzimmer und Beverly Hills, 90210. Danach folgten zahlreiche Fernsehfilme und erste Kinoproduktionen.
Geddes ist Mitglied der Canadian Society of Cinematographers (CSC) und der American Society of Cinematographers (ASC).
Sein Sohn Shane Geddes ist ebenfalls als Kameramann tätig.

## Filmografie (Auswahl)
- 1976: Post Partum Depression (Dokumentarkurzfilm)
- 1978: Family Down the Fraser (Dokumentarkurzfilm)
- 1979: What the Hell’s Going on Up There? (Dokumentarkurzfilm)
- 1979: Horse Drawn Magic (Dokumentarkurzfilm)
- 1979: Bill Reid (Dokumentarkurzfilm)
- 1980: Big and the Blues (Dokumentarkurzfilm)
- 1980: A Visit from Captain Cook (Dokumentarkurzfilm)
- 1983: Jacks or Better (Dokumentarkurzfilm)
- 1984: Chemanius Blues
- 1985: Vancouver: The World in a City (Dokumentarkurzfilm)
- 1986: Coquihalla – Highway 5: 20 Months Through the Mountains (Dokumentarkurzfilm)
- 1986: British Columbia: The Rockies to the Pacific (Dokumentarkurzfilm)
- 1987: World Drums
- 1987: At the Crossroads (Dokumentarfilm)
- 1988–1990: 21 Jump Street – Tatort Klassenzimmer (21 Jump Street, Fernsehserie, 41 Episoden)
- 1989: Strandpiraten (The Beachcombers, Fernsehserie, 2 Episoden)
- 1990–1991: Beverly Hills, 90210 (Fernsehserie, 10 Episoden)
- 1991: John Wyre: Drawing on Sound (Dokumentarkurzfilm)
- 1992: Schrei, wenn du kannst (In the Eyes of a Stranger, Fernsehfilm)
- 1992: Ein dreckiges Spiel (Dirty Work, Fernsehfilm)
- 1992: Taxi in den Tod (Black Ice)
- 1993: When a Stranger Calls Back (Fernsehfilm)
- 1993: Der Ruf der Wildnis (Call of the Wild, Fernsehfilm)
- 1993: Tödliche Sucht (Blind Spot, Fernsehfilm)
- 1993: Die Chaos-Kanone (Ernest Rides Again)
- 1994: Im Netz des Wahnsinns (I Know My Son Is Alive, Fernsehfilm)
- 1994: Chaos in der Schule (Ernest Goes to School)
- 1994: MacGyver – Jagd nach dem Schatz von Atlantis (MacGyver: Lost Treasure of Atlantis, Fernsehfilm)
- 1994: Kampf der Herzen – Eine Mutter beginnt ein neues Leben (Tears and Laughter: The Joan and Melissa Rivers Story, Fernsehfilm)
- 1994: Klippe des Todes (Incident at Deception Ridge, Fernsehfilm)
- 1994: Willenlos: Eine Frau unter Hypnose (Moment of Truth: Cult Rescue, Fernsehfilm)
- 1994: MacGyver – Endstation Hölle (MacGyver: Trail to Doomsday, Fernsehfilm)
- 1995: Verkauft und gedemütigt (Fighting for My Daughter, Fernsehfilm)
- 1995: Schreckensflug der Boeing 767 (Falling from the Sky: Flight 174, Fernsehfilm)
- 1995: Deadlocked – Flucht aus Zone 14 (Deadlocked: Escape from Zone 14, Fernsehfilm)
- 1995: Chaos unterm Korb (Slam Dunk Ernest)
- 1995: The Colony – Umzug ins Verderben (The Colony, Fernsehfilm)
- 1996: Harvey (Fernsehfilm)
- 1996: Verschleppt – Laß meinen Sohn nicht sterben! (Have You Seen My Son, Fernsehfilm)
- 1996: Deadly Web – Terror im Internet (Deadly Web, Fernsehfilm)
- 1996: Kidz in the Wild (Fernsehfilm)
- 1996: Tödliches Erwachen (Sweet Dreams, Fernsehfilm)
- 1996: Bombenterror – Todesangst im Schulbus (Sudden Terror: The Hijacking of School Bus #17, Fernsehfilm)
- 1996: Fröhliche Weihnachten Mr. Präsident (The Angel of Pennsylvania Avenue, Fernsehfilm)
- 1997: Reise in die Zeitlosigkeit (Bridge of Time, Fernsehfilm)
- 1997: Das mörderische Klassenzimmer (Killing Mr. Griffin, Fernsehfilm)
- 1997: Keine Chance (A Call to Remember, Fernsehfilm)
- 1997: Married to a Stranger (Fernsehfilm)
- 1998: Baby Monitor: Sound of Fear (Fernsehfilm)
- 1998: My Husband's Secret Life (Fernsehfilm)
- 1998: Auf den Spuren des Wahnsinns (Every Mother's Worst Fear, Fernsehfilm)
- 1998: CHiPs '99 (Fernsehfilm)
- 1998: Schau nie nach unten! Die Angst am Abgrund (Don't Look Down, Fernsehfilm)
- 1999: Fatal Error (Fernsehfilm)
- 1999: Dying to Live (Fernsehfilm)
- 1999: Shadow Warriors II: Hunt for the Death Merchant (Fernsehfilm)
- 1999: Countdown ins Chaos (Y2K, Fernsehfilm)
- 2000: Here's to Life!
- 2000: Frankie & Hazel – Zwei Mädchen starten durch (Frankie & Hazel, Fernsehfilm)
- 2000: Rocky Times (Fernsehfilm)
- 2001: Inside the Osmonds (Fernsehfilm)
- 2001: Der Boxer und die alten Damen (Ladies and the Champ, Fernsehfilm)
- 2001: Elche, Eis und Erbschaftsärger (Kevin of the North)
- 2001–2002: Dark Angel (Fernsehserie, 31 Episoden)
- 2002: Halloween: Resurrection
- 2002–2003: Der Fall John Doe! (John Doe, Fernsehserie, 2 Episoden)
- 2003–2004: Jake 2.0 (Fernsehserie, 4 Episoden)
- 2004: Sudbury (Fernsehfilm)
- 2005: Point Pleasant (Fernsehserie)
- 2005: Nearing Grace
- 2005: A Simple Curve
- 2006: The Evidence (Fernsehserie, 8 Episoden)
- 2006–2008: Men in Trees (Fernsehserie, 35 Episoden)
- 2007: The Messengers
- 2008–2009: Sanctuary – Wächter der Kreaturen (Sanctuary, Fernsehserie, 7 Episoden)
- 2010: Night and Day (Fernsehfilm)
- 2010: Smokin' Aces 2: Assassins' Ball
- 2010: Tucker and Dale vs Evil
- 2010: Life Unexpected – Plötzlich Familie (Life Unexpected, Fernsehserie, 12 Episoden)
- 2010–2011: Lie to Me (Fernsehserie, 5 Episoden)
- 2011: Red Riding Hood: The Tale Begins (Kurzfilm)
- 2011–2013: Fringe – Grenzfälle des FBI (Fringe, Fernsehserie, 13 Episoden)
- 2013–2014: Almost Human (Fernsehserie, 7 Episoden)
- 2014: Under the Dome (Fernsehserie, 12 Episoden)
- 2015: The Last Ship (Fernsehserie, 6 Episoden)
- 2016: DC’s Legends of Tomorrow (Fernsehserie, 2 Episoden)